# BCL9L
BCL9L‏ (B cell CLL/lymphoma 9 like) هوَ بروتين يُشَفر بواسطة جين BCL9L في الإنسان.